# Landkreis Neisse
| Landkreis Neisse                  | Landkreis Neisse                                                      |
| --------------------------------- | --------------------------------------------------------------------- |
| Wappen                            |                                                                       |
| Preußische Provinz                | Schlesien (1816–1919, 1938–1941) Oberschlesien (1919–1938, 1941–1945) |
| Regierungsbezirk                  | Oppeln                                                                |
| Kreisstadt                        | Neisse                                                                |
| Letzter Landrat                   | Joachim Heine (1943–1945)                                             |
| Fläche                            | 712 km²                                                               |
| Einwohner                         | 70.515 (1939)                                                         |
| Bevölkerungsdichte                | 99 Ew./km² (1939)                                                     |
| Städte                            | 2                                                                     |
| Gemeinden                         | 95                                                                    |
|                                   |                                                                       |
| Karte des Landkreises Neisse.     |                                                                       |
|                                   |                                                                       |
| Ortsnamen im schlesischen Dialekt |                                                                       |

Der Landkreis Neisse war ein preußischer Landkreis in Oberschlesien, der in den Jahren 1742 bis 1945 bestand. Seine Kreisstadt war die Stadt Neisse, die seit 1911 einen eigenen Stadtkreis bildete. Das frühere Kreisgebiet liegt heute in der polnischen Woiwodschaft Oppeln.

## Verwaltungsgeschichte

### Königreich Preußen/Deutscher Bund
Nach der Eroberung des größten Teils von Schlesien führte König Friedrich II. durch Kabinettsorder am 25. November 1741 in Niederschlesien preußische Verwaltungsstrukturen ein. Dazu gehörte die Einrichtung zweier Kriegs- und Domänenkammern in Breslau und Glogau sowie deren Gliederung in Kreise und die Einsetzung von Landräten zum 1. Januar 1742.
Im Fürstentum Neisse, einem der schlesischen Teilfürstentümer, wurden aus den alten schlesischen Weichbildern Grottkau und Neisse die beiden Kreise Neisse und Grottkau gebildet. Der Kreis Neisse unterstand zunächst der Kriegs- und Domänenkammer Breslau und wurde im Zuge der Stein-Hardenbergischen Reformen dem Regierungsbezirk Oppeln der Provinz Schlesien zugeordnet.
Im Zuge einer Grenzbereinigung mit dem Regierungsbezirk Reichenbach wechselten im Jahr 1817 die Dörfer Nieder und Ober Plottnitz aus dem Kreis Neisse in den Kreis Frankenstein.
Bei der Kreisreform vom 1. Januar 1818 im Regierungsbezirk Oppeln wurden die Kreisgrenzen wie folgt geändert:
- Die Dörfer Jentsch und Stephansdorf wechselten aus dem Kreis Grottkau in den Kreis Neisse.
- Die Dörfer Eckwertsheide, Friedewalde, Geltendorf, Groß Briesen, Hennersdorf, Koppendorf, Mogwitz, Petersheide und Schönheide wechselten aus dem Kreis Neisse in den Kreis Grottkau.
- Die Dörfer Bauschwitz, Bielitz, Hermannshof, Groß Mahlendorf, Kaltecke, Lamsdorf und Schaderwitz wechselten aus dem Kreis Neisse in den Kreis Falkenberg.

### Norddeutscher Bund/Deutsches Reich
Seit dem 1. Juli 1867 gehörte der Kreis zum Norddeutschen Bund und ab dem 1. Januar 1871 zum Deutschen Reich. Am 1. Juli 1911 schied die Stadt Neisse aus dem Kreis aus und bildete einen eigenen Stadtkreis. Der Kreis Neisse wurde seitdem als Landkreis bezeichnet.
Zum 8. November 1919 wurde die Provinz Schlesien aufgelöst und aus dem Regierungsbezirk Oppeln die neue Provinz Oberschlesien gebildet. Am 1. Januar 1921 vergrößerte die Landgemeinde Ober Neuland aus dem Landkreis Neisse den Stadtkreis Neisse. Zum 30. September 1928 fand im Kreis Neisse entsprechend der Entwicklung im übrigen Preußen eine Gebietsreform statt, bei der alle Gutsbezirke aufgelöst und benachbarten Landgemeinden zugeteilt wurden. Am 1. April 1938 wurden die preußischen Provinzen Niederschlesien und Oberschlesien zur neuen Provinz Schlesien zusammengeschlossen. Zum 18. Januar 1941 wurde die Provinz Schlesien erneut aufgelöst. Aus den bisherigen Regierungsbezirken Kattowitz und Oppeln wurde die neue Provinz Oberschlesien gebildet.
Im Frühjahr 1945 wurde das Kreisgebiet von der Roten Armee besetzt. Im Sommer 1945 wurde das Kreisgebiet gemäß dem Potsdamer Abkommen zum Bestandteil der Volksrepublik Polen. Schon im Mai 1945 erschien polnische Miliz, und Ende Juni erfolgten erste Vertreibungen. Viele Deutsche kehrten aber zurück. Im Kreisgebiet begann anschließend der Zuzug polnischer Zivilisten. In der Folgezeit wurde die deutsche Bevölkerung größtenteils aus dem Kreisgebiet vertrieben; der noch verbliebenen wurde der Gebrauch der deutschen Sprache verboten.

## Einwohnerentwicklung
| Jahr | Einwohner | Quelle |
| ---- | --------- | ------ |
| 1795 | 61.757    | [ 11 ] |
| 1819 | 50.178    | [ 12 ] |
| 1846 | 83.840    | [ 13 ] |
| 1871 | 93.315    | [ 14 ] |
| 1885 | 100.177   | [ 15 ] |
| 1900 | 99.310    | [ 16 ] |
| 1910 | 101.223   | [ 16 ] |
|      |           |        |
| 1925 | 69.257    | [ 17 ] |
| 1939 | 70.515    | [ 17 ] |

## Landräte
- 1742–175400George Anton von Schimonsky[4]
- 1754–175600Johann Wenzel von Studnitz und Jeroltschütz[4]
- 1756–175900Carl Abraham von Sebottendorff[4]
- 1764–176600Balthasar Leopold von Brauchitsch[4]
- 1768–178900Friedrich Ernst Constantin von Arnold[4]
- 1789–181100Samuel Moritz von Prittwitz und Gaffron[4]
- 1811–181200Leopold Emanuel Valentin Hentschel von Gilgenheimb
- 1812–182300Joseph von Rottenberg
- 1824–182900Ferdinand Hoffmann
- 1829–184800Richard von Maubeuge (1820–1893)
- 1848–185000Möcke
- 1850–185200Wilhelm Richter
- 1852–185800Roman Xaver von Zakrzewski (1821–1891)
- 1859–189500Karl Constantin von Seherr-Thoß (1830–??)
- 1895–191200Konstantin von Jerin (1838–1924)
- 1912–193300Gisbert von Ellerts (1876–1956)
- 1933–194300Josef Heukeshoven (1901–1993)
- 1943–194500Joachim Heine

## Kommunalverfassung
Der Kreis Neisse gliederte sich in die Städte Neisse (bis 1911), Patschkau und Ziegenhals, in Landgemeinden und Gutsbezirke. Mit Einführung des preußischen Gemeindeverfassungsgesetzes vom 15. Dezember 1933 sowie der Deutschen Gemeindeordnung vom 30. Januar 1935 wurde zum 1. April 1935 das Führerprinzip auf Gemeindeebene durchgesetzt. Eine neue Kreisverfassung wurde nicht mehr geschaffen; es galt weiterhin die Kreisordnung für die Provinzen Ost- und Westpreußen, Brandenburg, Pommern, Schlesien und Sachsen vom 19. März 1881.

## Gemeinden
Der Landkreis Neisse umfasste zuletzt zwei Städte und 95 Landgemeinden:
- Alt Patschkau
- Alt Wette
- Alt Wilmsdorf
- Altewalde
- Arnoldsdorf
- Baucke
- Bechau
- Beigwitz
- Bielau
- Bischofswalde
- Blumenthal
- Borkendorf
- Bösdorf
- Brünschwitz
- Deutsch Wette
- Dürnstein
- Dürr Arnsdorf
- Dürr Kunzendorf
- Eilau
- Franzdorf
- Fuchswinkel
- Geseß
- Giersdorf
- Glumpenau
- Gostal
- Greisau
- Grenztal
- Groß Kunzendorf
- Groß Neundorf
- Großgiesmannsdorf
- Grunau
- Grünfließ
- Hannsdorf
- Heidau
- Heidersdorf
- Heinersdorf
- Heinzendorf
- Hermannstein O.S.
- Kaindorf
- Kalkau
- Kaundorf
- Klein Briesen
- Kleindorf
- Konradsdorf
- Köppernig
- Kosel
- Kupferhammer
- Kuschdorf
- Langendorf
- Lindendorf O.S.
- Lindewiese
- Ludwigsdorf
- Mannsdorf
- Markersdorf
- Moeckendorf
- Mohrau
- Mösen
- Naasdorf
- Natschkau
- Neunz
- Neusorge
- Neuwalde
- Nieder Hermsdorf
- Nowag
- Ober Hermsdorf
- Oppersdorf
- Patschkau, Stadt
- Peterwitz
- Preiland
- Prockendorf
- Rathmannsdorf
- Reimen
- Reinschdorf
- Rennersdorf
- Rieglitz
- Riemertsheide
- Ritterswalde
- Rothhaus
- Schlaubental
- Schleibitz
- Schmelzdorf
- Schönwalde
- Schubertskrosse
- Schwammelwitz
- Schwandorf
- Sengwitz
- Steinhübel
- Steinsdorf
- Stephansdorf
- Struwendorf
- Tannenberg
- Volkmannsdorf
- Waltdorf
- Wiesau
- Winsdorf
- Würben
- Ziegenhals, Stadt

Eingemeindungen bis 1939
- Friedrichseck, am 1. April 1935 zu Ottmachau
- Gräferei, am 1. April 1911 zu Neisse
- Guttwitz, am 1. April 1938 zu Bechau
- Klein Warthe, am 1. April 1939 zu Mannsdorf
- Lentsch, am 1. April 1938 zu Bischofswalde
- Mährengasse, am 1. April 1911 zu Neisse
- Mittel Neuland, am 1. April 1911 zu Neisse
- Neuland / Neisse, Pfarrtheilig, am 1. April 1911 zu Neisse
- Nieder Jeutritz, am 1. April 1938 zu Rothhaus
- Ober Jeutritz, am 1. April 1938 zu Rothhaus
- Ober Neuland, am 1. Januar 1921 zu Neisse
- Rottwitz, am 30. September 1928 zu Bechau
- Schmolitz, am 1. April 1936 zu Bechau
- Stübendorf, am 1. April 1935 zu Schammelwitz
- Weitzenberg, am 1. April 1938 zu Groß Neundorf
- Wiesental, am 1. April 1939 zu Peterwitz

## Ortsnamen
Die Gemeinde Alt Wette hieß bis 1925 Polnisch Wette. 1936 wurden im Kreis Neisse mehrere Gemeinden umbenannt:
- Deutsch Kamitz → Hermannstein O.S.
- Dürr Kamitz → Dürnstein
- Gostitz → Gostal
- Jäglitz → Kleindorf
- Kamitz → Grenztal
- Korkwitz → Moeckendorf
- Krackwitz → Wiesental
- Lassoth → Grünfließ O.S.
- Schlaupitz →  Schlaubental
- Struwitz → Struwendorf
- Wischke → Lindendorf O.S.